# Трансплантација крвних матичних ћелија у мукополисахаридозама
Трансплантација крвних матичних ћелија или трансплантација хематопоетских матичних ћелија у мукополисахаридозама (скраћено HSCT) је савремена метода лечења у трансплантологији у којој се мултипотентне хематопоетске (крвотворне) матичне ћелије користе за поновно успостављање хематопоетске функције која је присутна на ниским нивоима или је потпуно изгубљенe у 7 типова мукополисахаридоза. Наследниох генских поремећаја узрокованих недостатком специфичних лизозомских ензима укључених у деградацију гликозаминогликанa (скраћено GAGs ) или мукополисахарида, у којем акумулација делимично деградираних продуката гликозаминогликанa изазива сметње у ћелији, ткиву, нарушава функције појединих органа, и изазива прерану смрт.
Досадашње искуство са трансплантација матичних ћелија је позитивно, а ризици повезани са овом интервенцијом такође су смањени. Међутим, резултати лечења су често недовољни, посебно код скелетних симптома. Децу која су прошла трансплантацију хематопоетских матичних ћелија требало би редовно да прате стручњаци за мукополисахаридозне синдроме, како за процену резултата лечења тако и за спречавање евентуалних компликација.

## Историја
Хематопоетска трансплантација матичних ћелија за лечење мукополисахаридоза први пут је примењена 1980. године. Наредних година, коришћена је за лечење МПС тип II (1981), МПС тип VI (1982), и МПС тип VII (1998).
Тренутно, хематопоетска трансплантација матичних ћелија је доказано ефикасна, и примењује се за лечење мукополисахаридозе тип I, мукополисахаридозе тип II, мукополисахаридозе тип VI и мукополисахаридозе тип VII.

## Општа разматрања
Хематопоетска трансплантација матичних ћелија (ХСЦТ) је метод лечења у којој се мултипотентне хематопоетске (крвотворне) матичне ћелије користе за поновно успостављање хематопоетске функције која је присутна на ниским нивоима или је потпуно изгубљена због тешке болести. Ове ћелије (најбоље узете од аутологних или алогених донора) се обично прикупљају оиз крви пупчане врпце, коштане сржи или периферне крви и интравенозно се ињектирају у пацијента чији имуни систем или коштана срж није адекватан да функционише како треба.

### Матичне ћелије
Све крвне ћелије се производе се из матичних ћелија крви (хематопоетске матичне ћелије) у коштаној сржи. Матичне ћелије које формирају крв могу се развити у:
- црвене крвне ћелије (еритроците),
- различите врсте белих крвних зрнаца укључујући лимфоците и
- крвне плочице (тромбоцити).

### Ране и касне реакције
Имунски одговор након трансплантација матичних ћелија обухвата рани и касни ефекат:
Рани штетни ефекти
Потенцијални рани штетни ефекти се састоје од акутне болести, преоперативне болести (ГВХД), бактеремије/сепсе, хеморагичног циститиса, венооклузивне болести и мукозитиса.
Касни штетни ефекти
Потенцијални касни ефекти укључују хроничну ГВХД, конгестивну срчану инсуфицијенцију, ендокрине ефекте, очне ефекте, инфекције касног порекла и повећани ризик од малигнитета.
Трансплантација матичних ћелија је у ранијем периоду примене носила висок ризик смртности због имунолошких реакција. Међутим, захваљујући знатно побољшаној подршци, типу донатора, типу ХЛА, режима кондиционирања и превенцији и лечењу озбиљних инфекција, стопа морталитета и морбидитета значајно је смањена.

### Могућности и мере превенције
Трансплантација матичних ћелија пружа могућност да се замени коштана срж болесне особе са оном здравог човека. Такође пожељно је да донор која се користи у трансплантацији матичних ћелија буде аутологна особа, која је у малом ризику од малигнитета и са ниском степеом морбидитета и морталитета. Међутим, ако је аутологна трансплантација није изводљива, алогена трансплантација је још једна опција. Такође у циљу превенција ХЛА типизацију ткива увек треба ускладити што ближе са донором како би се избегло ГВХД и друге имунске компликације.
Како би се оптимизовале шансе за успешну трансплантацију, прималац сржи би требало да буде што више ослобођен од инфекције или у добром физичком стању. Из тог разлога, важно је извршити трансплантацију у раној фази, након рођења детета, или што пре након постављања ране дијагнозе.

### Типови мукополисахаридоза заHSCT
До данас је познато да једанаест различитих лизозомских ензимских аномалија узрокује 7 различитих и признатих фенотипова и неколико подтипова МПС, приказаних на овој табели, који се могу лечити трансплантацијом крвних матичних ћелија:
| Главни типови мукополисахаридоза | Главни типови мукополисахаридоза                      | Главни типови мукополисахаридоза               | Главни типови мукополисахаридоза                           | Главни типови мукополисахаридоза                                                                                   |
| Tип                              | Назив                                                 | Дефицијенција ензима                           | Производ акумулације                                       | Знаци и симптоми                                                                                                   |
| -------------------------------- | ----------------------------------------------------- | ---------------------------------------------- | ---------------------------------------------------------- | --- |
| МПС I                            | Хурлеров синдром Hurler-Scheie синдром Scheie синдром | Алфа-L-индуронидаза                            | - хепаран сулфат - дерматин сулфат                         | - Ментална ретардација - Микронација - Макроглосија - Дегенерација ретине - Корнеална замућеност - Кардиомиопатија |
| МПС II                           | Хантеров синдром                                      | Индуронат сулфатаза                            | - хепаран сулфат - дерматин сулфат                         | - Ментална ретардација (симптоми слични Харлеровом синдрому, само блажи)                                           |
| МПС III                          | Санфилипов синдром A                                  | Хепаран N-сулфатаза                            | - дерматин сулфат                                          | - Кашњење у развоју - Тешка хиперактивност - Моторна дисфункција - Смрт у другој деценији живота                   |
| МПС III                          | Санфилипов синдром B                                  | Алфа-N-ацетилглукозаминидаза                   | - хепаран сулфат                                           | - Кашњење у развоју - Тешка хиперактивност - Моторна дисфункција - Смрт у другој деценији живота                   |
| МПС III                          | Санфилипов синдром C                                  | Ацетил CoA: алфа-глукозаминид ацетилтранфераза | - хепаран сулфат                                           | - Кашњење у развоју - Тешка хиперактивност - Моторна дисфункција - Смрт у другој деценији живота                   |
| МПС IV                           | Morqui синдром                                        | N-ацетилгалактозамин-6-сулфатаза               | - кератин сулфат - 6-хондроитин сулфат                     | - Тешка скелетна дисплазија - Низак раст - Моторна дисфункција                                                     |
| МПС VI                           | Maroteaux-Lamy синдром                                | N-ацетилгалактозамин-4-сулфатаза               | - дерматин сулфат                                          | - Тешка скелетна дисплазија - Низак раст - Моторна дисфункција - Кифоза - Срчани поремећаји                        |
| МПС VII                          | Sly синдром                                           | Бета глукуронидаза                             | - хепаран сулфат - дерматин сулфат - 4,6-хондроитин сулфат | - Хепатомегалија - Скелетна дисплазија - Низак раст - Корнеална замућеност - Кашњење у развоју                     |

## Начин извођења
Сама интервенција је прилично једноставна, али припреме, накнадна заштита и главни ризици чине методу веома захтевним па и ризичним поступком.
Да би се извршила трансплантација матичних ћелија, мора се наћи адекватан донор чији се тип ткива (ХЛА антиген) подудара са примаоцем. Како је тип ткива наслеђен од оба родитеља, свако дете има 25% шанси да има исти тип ткива као болесни брат или сестра. Зато је најбоље решење је трансплантација коштане сржи да се она узме од здравог сродника са истим типом ткива. Ако то није могуће, одговарајући донатор може бити лоциран у националним и међународним регистрима донора коштане сржи или у ускладиштеном, замрзнутој крви из пупчаних врпца.
Тако нпр.  Tobias Registry у Шведској садржи приближно 40.000 регистрованих добровољних донатора, а имена више од 19 милиона других донора могу се наћи у регистрима изван Шведске.
У трансплантацији крвних матичних ћелија користе се три начина, један главни и два алтернативна:
Главни — узимање коштана сржи из кости донора усисавањем, након чега се она сакупља у контејнеру.
Први алтернативни — пропуштање донорске крви кроз специјалну центрифугу која филтрира матичне ћелије, а остатак крви се враћа донору.
Други алтернативни — употреба крви која се налази у пупчанку новорођенчета. Крв новорођенчади има веома висок ниво крвних матичних ћелија, а мала количина крви која се налази у пупчаној врпци здравог новорођенчета може се замрзнути и сачувати за касније трансплантације.
Без обзира на извор ћелија, тако трансплантиране крвне матичне ћелије проналазе свој пут у шупљине костију примаоца.
Припремне мере су неопходне како би се помогло новим матичним ћелијама да се скупљају и минимизирају ризик уништења од оболелих ћелија које непрестано нападају нове донорске ћелије. У том смислу прималац трансплантираних ћелија се обавезно лечи хемотерапијом.

## Нежељене реакције
Овај третман није без проблема јер;
- Хемотерапија такође може да омета баријерску функцију мукозних мембрана.
- Постоји велики ризик од развоја озбиљне инфекције и из тог разлога дете мора бити изоловано у трајању од неколико недеља, или понекад месеци пре и после трансплантације.

## Досадашња искуства
Трансплантације хематопоетских матичних ћелија изводе се код пацијената са Хурлеровим синдромом око 25 година, а укупно више од 400 деце широм света прошло је кроз овај поступак.
Трансплантација крвних матичних ћелија побољшава, респираторну функциј, фумнункције слуха срца и висцералних органа, биохемијске налазе и спречава деформације костију ако се изврши довољно рано (пре 2 године старости детета) и пре појављивања неуролошких симптома (ако је релевантно). Међутим, не смањује замућење рожњаче. Ако се примени након 2 године старости, деформације се не могу преокренути, али се раст побољшава.
Неколико дуготрајних студија закључило је да трансплантација матичних ћелија може спречити когнитивно оштећење код деце са Хурлеровим синдромом, само ако се обави у раној фази синдрома. Пошто се превенција интелектуалног инвалидитета сматра примарном погодношћу трансплантације у Хурлеровом синдрому, тренутна препорука је да се изврши поступак у пре две и по године, мада је пожељно да то буде током прве године живота, или чим се постави основна дијагноза.
Деца чије су когнитивна вештина унутар нормале у тренутку трансплантације имају највећу корист, јер ова интервенција спречава даље погоршање синдрома. Један месец након трансплантације нивои ензима у крвотоку примаоца постају нормални, мукополисахариди се излучују у урину, а штетне акумулације у ћелијама се смањују. Као последица тога, згушњавање менинга се такође смањује, чиме се спречава развој хидроцефалуса. Трансплантација хематопоетских матичних ћелија такође побољшава вид, као и опште стање, срца и плућа. Карактеристичне промене лица се скоро потпуно нормализују.
Међутим, интервенција нема утицаја на абнормалности скелета, ако се трансплантација примени након 2 године старости, па се ортопедска операција, на пример, кукова, мора извести када је дете старије.
Изгледи да се у одређеној мери повећава и раст, су неодређени. Медицинска литература не подржава употребу хормона раста као ефикасног начина повећања висине, али још увиек нису спроведене систематске студије.

## Компликације
Како је трансплантација матичних ћелија компликована процедура са ризиком од озбиљних или чак смртоносних компликација, дете мора бити детаљно испитано пре него што се препоручи ова интервенција.
Пре интервенције родитељи треба да буду добро информисани о ризицима и налазима из досадашњих студија са децом која су подвргнута трансплантацији матичних ћелија.